# Volver a empezar (telenovela mexicana)
Volver a empezar es una telenovela mexicana producida por Televisa y emitida por El Canal de las Estrellas entre los años 1994 y 1995. 
Protagonizada por Yuri, Chayanne y Guillermo García Cantú, cuenta con las participaciones antagónicas de Claudia Silva y Rafael Sánchez-Navarro, con las actuaciones estelares de Fernando Ciangherotti, Margarita Isabel, Carmelita González, Alejandro Aragón, Karyme Lozano, Radamés de Jesús, Sussan Taunton y Mónica Dossetti y con la actuación especial de Luis Couturier.

## Trama
Renata Jiménez "Reny" es una estrella de la música pop, tiene muchos fans, una vida acomodada y una familia a quien ama. Desafortunadamente, la hermana de Reny, Sandra "Sandy" Jiménez y el representante de Reny, Santiago Ugalde, están consumidos por la locura y la envidia. Sandra quiere su fama y Santiago quiere su fortuna. En un elaborado plan, Santiago envenena al padre de Reny para asegurar que esta herede su fortuna.
Además de eso, Sandy guarda un profundo resentimiento hacia su hermana, ya que Sandy es la hija legítima del padre de ambas, el abogado Gabriel Jiménez, al contrario de Reny que es hija de una relación extramatrimonial de Gabriel con Aurora, la amiga de Encarnación, nana de Reny. 
Al inicio de la trama Reny conoce al cantante de música pop Chayanne, quien de inmediato le roba el corazón. Lastimosamente Chayanne está comprometido con Liliana, sin saber que esta se encuentra realizando tres juegos muy peligrosos: es cómplice de Santiago para destrozar sentimentalmente a Chayanne y así éste poder controlar su carrera, es amante eventual de Santiago para obtener beneficio económico y además tiene a otro amante de planta, Freddy Landeros que retiene con el dinero que le quita a Santiago y que ha hecho pasar como si fuera su hermano. Reny descubre el engaño de Liliana y Freddy y se lo notifica a Santiago, quien lleno de ira la asesina estrangulando a su examante con una cuerda de piano, y Freddy es culpado del asesinato. Chayanne se ve entonces sumido en una gran depresión, de la cual sale airoso gracias al apoyo incondicional de Reny.
Al pasar el tiempo, Chayanne sin saberlo se empieza a enamorar de Reny, por lo que le pide que vaya a Miami a visitarlo con la excusa de trabajar en el concierto que van a ofrecer en México. Reny es feliz, vive uno de los momentos más maravillosos de su vida al lado del hombre que ama. Sin embargo, el romance dura poco; ya que Santiago, en su afán por adueñarse de la fortuna de Reny, logra hacerle creer a Reny que Chayanne tiene una amante. Reny descepcionada y desconsolada regresa a México, con un gran dolor y odio hacia Chayanne.
Con el fin de olvidar a Chayanne, Reny acepta casarse con Santiago. Durante la celebración de la ceremonia, dos hombres más aparecerán en la vida de Reny: Tony, quien es un amigo de Santiago, y Eduardo "Lalo" Villafañe, un músico aspirante de bajos recursos quien desde el inicio de la novela ha estado locamente enamorado de Reny. Lalo intenta hacer reaccionar a Reny al decirle que Santiago es un hombre sin escrúpulos que roba canciones. Tony por su parte, con estilo y elegancia logra llamar la atención de Reny, razón por la cual empieza un nuevo romance.
No aguantando más y viviendo a la sombra de su hermana, Sandra arregla un accidente para que Reny quede inválida. Con la ayuda de Santiago, Sandy logra que Reny desaparezca del público y el mundo del espectáculo.
Tony aparentemente abandona a Reny. Sandra le entrega a Chayanne una carta firmada por Reny en la que le pide que no la busque, que no lo quiere ver. Así, Reny queda en una terrible situación, en la que sólo Lalo le dará todo el apoyo moral que necesite.
Al pasar el tiempo Reny conoce al Dr. Francisco, quien se jura a sí mismo que Reny volverá a caminar. Lo logra, aunque no inmediatamente, sino a través de terapias y mucho apoyo por parte de Lalo y Francisco.
El corazón de Reny comienza a abrirse ante la posibilidad de aceptar a Lalo, pero al iniciar dicha posibilidad regresan a la vida de Reny Tony y Chayanne. Así Reny tendrá que decidir a quien de los tres hombres ama, y poder finalmente volver a empezar.

## Elenco
- Yuri - Renata "Reny" Jiménez / Chaquira
- Chayanne - Él mismo
- Claudia Silva - Sandra "Sandy" Jiménez / Sandunga
- Rafael Sánchez-Navarro - Santiago Ugalde
- Carmelita González - Encarnación
- Pilar Montenegro - Jessica
- María Elena Saldaña - Tina
- Luis Couturier - Gabriel Jiménez
- Margarita Isabel - Aurora
- Silvia Suárez - Susana Robledo Vda. De Villafañe
- Carlos Miguel - Poncho
- Raúl Alberto - Mike
- Mauricio Islas - Freddy Landeros
- Guillermo García Cantú - Tony Reséndiz
- Fernando Ciangherotti - Eduardo "Lalo" Villafañe
- Paco Ibáñez - Gustavo
- Luisa Huertas - Magda
- Vilma Traca - Teodora
- Roberto Tello - Joaquín "El Coreano"
- Alejandro Aragón - Dr. Francisco
- Ricardo Barona - Humberto Navarro
- Sussan Taunton - Rita
- Radamés de Jesús - Paul
- José Luis Avendaño - Dr. Humberto
- Karyme Lozano - Liliana
- Leonor Llausás - Anita
- Isadora González - Sonia
- Adriana Lavat - Flor
- Patricia Martínez - Ágata
- Alfonso Mier y Terán - Toby Reyes Retana de las Altas Torres
- Mónica Dossetti - Karla Greta Reyes Retana de las Altas Torres
- Beatriz Monroy - Adelina
- María Montejo - María
- Konnan - Él mismo
- María Fernanda Malo - Sandra de niña[1]
- Beatriz Martínez
- Gustavo Bermúdez
- Fernando Pinkus
- Jaime Puga
- Roberto Ruy
- Lorena Álvarez
- Verónica Macías
- Graciela Magaña
- Baltazar Oviedo
- Rubén Santana
- Alfredo Escobar
- Paola Rodríguez
- Roxana Castellanos
- Ramón Coriat
- Abigail Martínez
- Ricardo Silva
- Manuel Benítez
- Rafael Valdés
- Genaro Vásquez

## Equipo de producción
- Idea original: Emilio Larrosa
- Libretos: Verónica Suárez, Alejandro Pohlenz
- Edición literaria: Saúl Pérez Santana
- Tema musical: Volver a empezar
- Autor: Rudy Pérez
- Intérprete: Yuri
- Música incidental: Ángel Rodríguez, Rodolfo Pérez
- Escenografía: José Luis Gómez Alegría
- Ambientación: Guadalupe Frías
- Edición: Adrián Frutos Maza, Juan Carlos Frutos
- Gerente de producción: Arturo Pedraza Loera
- Dirección de escena en locación: José Ángel García
- Director de cámaras en locación: Luis Monroy
- Director de cámaras: Antonio Acevedo
- Director de escena: Salvador Garcini
- Productor: Emilio Larrosa

## Premios y nominaciones

### Premios TVyNovelas 1995
| Categoría                                         | Nominado(a)                                       | Resultado |
| ------------------------------------------------- | ------------------------------------------------- | --------- |
| Mejor villano                                     | Rafael Sánchez-Navarro                            | Nominado  |
| Mejor primera actriz                              | Carmelita González                                | Nominada  |
| Mejor revelación femenina                         | Claudia Silva                                     | Nominada  |
| Mejor revelación masculina                        | Radamés de Jesús                                  | Nominado  |
| Telenovela de mayor índice de audiencia en México | Telenovela de mayor índice de audiencia en México | Ganadora  |

### Premios Eres 1995
| Categoría        | Nominado(a)    | Resultado |
| ---------------- | -------------- | --------- |
| Mejor telenovela | Emilio Larrosa | Ganador   |